# SS Britannic (1874)
Британник (англ. SS Britannic) — британский пассажирский пароход компании «Уайт Стар Лайн». Кроме паровой машины был оснащён 4 мачтами. В 1876 году судно стало обладателем Голубой ленты Атлантики, развив скорость в 16 узлов.

## Описание
«Британник», вместе со своим братом-близнецом «Германиком», мог вместить 266 пассажиров первого и второго классов, и 1500 третьего класса. Внешне лайнер был похож на судна класса «Океаник», но планировка уже была иной. Пароход имел просторный обеденный салон, каюты первого и второго классов размещались в середине корпуса, каюты третьего — на носу и на корме. В носовой части располагались раздельные каюты для одиноких мужчин и женщин, для семейных пар места были предусмотрены на корме.

## Карьера
В свой первый рейс из Ливерпуля в Нью-Йорк судно отплыло 25 июня 1874 года. В 1876 году «Британник» завоевал Голубую ленту Атлантики. Титул самого быстрого судна он удерживал до 1877 года, когда обладателем приза стал «Германик». В июле 1879 года призёром стал пароход «SS Arizona».
4 июля 1881 года в тумане корабль наскочил на мель у берегов Килмора, Ирландия. Все пассажиры были благополучно эвакуированы, а сам лайнер оставался неподвижным в течение двух дней. В результате столкновения корпус дал течь в районе машинного отделения, которую до возвращения в Ливерпуль смогли залатать .

### Столкновение с«SS Celtic»
19 мая 1887 года в 17:25 по местному времени, в 560 км к востоку Санди-Хук, «Британник» столкнулся с другим лайнером «Уайт Стар», «SS Celtic». «Celtic», имевший на борту 870 человек, направлялся в Нью-Йорк, а «Британник» с 450 пассажирами плыл в Ливерпуль. Корабли столкнулись почти под прямым углом, причём «SS Celtic» вошёл в борт «Британника» на 3 метра.
В результате столкновения на борту «Британника» шесть человек погибло, а ещё шесть пропало без вести. Данных о погибших и пострадавших на борту «Celtic» нет. «Британник» получил повреждения ниже ватерлинии и пассажиры, опасаясь затопления судна, в панике бросились к шлюпкам. Для восстановления порядка капитан был вынужден дать из пистолета несколько предупредительных выстрелов. Часть шлюпок направилась к «SS Celtic», а остальные вернулись на «Британник». Два парохода простояли бок о бок всю ночь. Утром им на помощь прибыли «Marengo» компании «Wilson Line» и «British Queen» компании «American Line». Они доставили пассажиров до соответствующих пунктов назначения. «Британник» прибыл в Нью-Йорк, откуда через месяц снова вернулся в строй.

### Окончание карьеры
После ремонта «Британник» продолжал совершать еженедельные рейсы из Ливерпуля в Нью-Йорк. На самое быстрое в 1891 году пересечение Атлантики судном было затрачено 7 дней 6 часов 52 минуты.
С наступлением Англо-бурской войны в 1899 году судно было реквизировано для нужд Королевского военно-морского флота и переоборудовано для перевозки солдат в Южную Африку. За время войны судно под командованием Бертрама Фокс Хейза перевезло более 37 000 человек. В октябре 1902 года судно было возвращено «Уайт Стар». Но последующие исследования судна признали его непригодным для эксплуатации и «Британник» был продан на слом за £11 500. Судно было отбуксировано в Гамбург и в 1903 году его порезали на металл.